# 恋天狗
『恋天狗』（こいてんぐ）は、宝塚歌劇団によって制作・上演されたミュージカル。

## 物語
※宝塚100年史の宝塚大劇場公演初演参考。
悪戯好きの小天狗が村娘のお八重に恋をする。一方、お八重は弥太が好き。想いが通じない小天狗が村人に悪戯するので、小天狗を退治したものには褒美を与えると庄屋が約束する。弥太が勝つよう地蔵に祈る八重の姿をみた小天狗はわざと負けるのだが……。

## 公演記録一覧

### 1966年・月組
- 正式名称は民謡ミュージカル[2]『恋天狗』 1幕[2]
- 9月2日 - 9月29日[2]、宝塚大劇場[2]公演{
- 併演は『ローレライ[2]』と『永遠のスーザン[2]』

#### スタッフ
- 作・演出：植田紳爾[2]
- 作曲：寺田瀧雄[2]
- 音楽指揮：野村陽児[2]
- 振付：河上五郎[2]
- 装置：渡辺正男[2]
- 衣装：小西松茂[2]、中川菊枝[2]
- 照明：今井直次[2]
- 小道具：生島道正[2]
- 効果：村上茂[2]
- 録音：松永浩志[2]

#### 主な出演・配役
- 弥太：内重のぼる[2]
- 小天狗：古城都[2]
- お八重：初風諄[2]
- 権六：八重はるみ[2]
- 竹次：水はやみ[2]
- 竹庵：清はるみ[2]
- 庄屋：水代玉藻[2]

### 1981年・花組
- 3月26日 - 5月12日、宝塚大劇場公演[3]
- 併演[3]は『宝塚春の踊り -花の子供風土記-』と『ファースト・ラブ』
- 上演時間は40分[4]。

#### スタッフ
- 演出[5]：植田紳爾
- 音楽[5]：寺田瀧雄
- 音楽指揮[5]：溝口暁
- 振付[5]：花柳錦之輔
- 装置[5]：渡辺正男
- 衣装[5]：小西松茂、中川菊枝
- 照明[6]：今井直次
- 音響・録音[6]：松永浩志
- 小道具[6]：上田特市
- 効果[6]：中田正廣
- 演出補[6]：三木章雄
- 演出助手[6]：谷正純
- 制作[6]：高野賢一

#### 主な出演・配役
- 弥太：高汐巴[4]
- 小天狗：平みち[4]
- お八重：若葉ひろみ[4]

### 2003年・星組
- 1月18日 - 1月24日[7]
- バウ・ワークショップ[7]の演目の一つ
- 宝塚バウホール公演[7]
- 併演は『おーい春風さん[8]』

#### スタッフ
- 作：植田紳爾[7]
- 演出：鈴木圭[9]
- 作曲・編曲：寺田瀧雄[8]、吉田優子[8]
- 振付：花柳芳次郎[8]
- 装置：新宮有紀[8]
- 衣装：有村淳[8]
- 照明：西川佳孝[8]
- 音響：木多美生[8]
- 小道具：中井伊津夫[8]
- 振付助手：朝みち子[8]
- 舞台進行：恵見和弘[8]
- 舞台美術製作：株式会社 宝塚舞台[8]
- 録音演奏：宝塚ニューサウンズ[8]
- 制作：福嶋康徳[8]

#### 主な出演・配役
- 右天狗、弥太：涼紫央[8]
- 小天狗：麻尋しゅん[8]
- お八重：仙堂花歩[8]
- 庄屋様：鈴鹿照[8]
- 医者・竹庵：英真なおき[8]
- お春：星風エレナ[8]
- 権六：大真みらん[8]
- 松市：綺華れい[8]
- 竹次：彩海早矢[8]
- 梅三：天緒圭花[8]

### 2003年・月組
- 1月28日 - 2月4日[8]
- バウ・ワークショップ[8]の演目の一つ
- 宝塚バウホール公演[8]
- 併演は『春ふたたび[8]』

#### スタッフ
- 作：植田紳爾[8]
- 演出：荻田浩一[8]
- 作曲・編曲：寺田瀧雄[8]、吉田優子[8]
- 振付：西﨑峰[8]
- 装置：新宮有紀[8]
- 衣装：河底美由紀[8]
- 照明：石賀正博[8]
- 音響：木多美生[8]
- 小道具：中井伊津夫[8]
- 演技指導：大路三千緒[8]
- 演出助手：児玉明子[8]
- 舞台進行：赤坂英雄[8]
- 舞台美術製作：株式会社 宝塚舞台[8]
- 録音演奏：宝塚ニューサウンズ[8]
- 制作：木村康久[8]

#### 主な出演・配役
- 弥太：北翔海莉[8]
- 小天狗：彩那音[8]
- お八重：美鳳あや[8]
- 庄屋の妻・お冬：城火呂絵[8]
- 庄屋：光樹すばる[8]
- 医者・竹庵：麻吹由衣加[8]
- 権六：青樹泉[8]
- 権七：夏輝れお[8]
- 権八：龍真咲[8]
- 庄屋の娘・お春：城咲あい[8]
- 庄屋の娘・お夏：妃鳳こころ[8]
- 庄屋の娘・お秋：美夢ひまり[8]
- 松市：姿樹えり緒[8]
- 竹次：白鳥かすが[8]
- 梅三：綾月せり[8]

### 2003年・雪組
- 3月1日 - 3月9日[8]
- バウ・ワークショップ[8]の演目の一つ
- 宝塚バウホール[8]公演
- 併演は『春ふたたび[8]』

#### スタッフ
- 作：植田紳爾[8]
- 演出：児玉明子[8]
- 作曲・編曲：寺田瀧雄[8]、吉田優子[8]
- ステージング：山中迓晶[8]
- 装置：新宮有紀[8]
- 衣装：河底美由紀[8]
- 照明：氷谷信雄[8]
- 能楽笛方：竹市学[8]
- 音響：木多美生[8]
- 小道具：中井伊津夫[8]
- 演技指導：美吉左久子[8]
- 仮面美術：清水千華[8]
- 演出助手：大野拓史[8]
- 舞台進行：表原渉[8]
- 舞台美術製作：株式会社 宝塚舞台[8]
- 録音演奏：宝塚ニューサウンズ[8]
- 制作：樫原幸英[8]

#### 主な出演・配役
- 弥太：音月桂[8]
- 小天狗：沙央くらま[8]
- お八重：白羽ゆり[8]
- 庄屋：磯野千尋[8]
- 竹庵：牧勢海[8]
- 権六：奏乃はると[8]
- 松市：柊巴[8]
- 竹次：宙輝れいか[8]
- 梅三：真波そら[8]
- お春：晴華みどり[8]

### 2003年・花組
- 3月15日 - 3月23日[8]
- バウ・ワークショップ[8]の演目の一つ
- 宝塚バウホール公演[8]
- 併演は『おーい春風さん[8]』

#### スタッフ
- 作：植田紳爾[8]
- 演出：小柳奈穂子[8]
- 作曲・編曲：寺田瀧雄[8]、吉田優子[8]
- 振付：若央りさ[8]
- 装置：新宮有紀[8]
- 衣装：河底美由紀[8]
- 照明：氷谷信雄[8]
- 音響：木多美生[8]
- 小道具：中井伊津夫[8]
- 演出助手：川上正和[8]
- 舞台進行：表原渉[8]
- 舞台美術製作：株式会社 宝塚舞台[8]
- 録音演奏：宝塚ニューサウンズ[8]
- 制作：北野靖[8]

#### 主な出演・配役
- 弥太：蘭寿とむ[8]
- 小天狗：華形ひかる[10]
- 八重：華城季帆[11]
- 庄屋：星原美沙緒[11]
- 竹庵：矢吹翔[11]
- 権六：悠真倫[11]
- 松市：橘梨矢[11]
- お福：水月舞[11]
- お春：舞城のどか[11]
- 竹次：桐生園加[11]
- 梅三：日向燦[11]